# Lill-Bergtjärnen, Dalarna
Lill-Bergtjärnen är en sjö i Älvdalens kommun i Dalarna och ingår i Dalälvens huvudavrinningsområde.